# 斯科克索納克 (亞利桑那州)
斯科克索納克（英語：Skoksonak）是位於美國亞利桑那州皮馬縣的一個非建制地區。該地的面積和人口皆未知。

## 地理
斯科克索納克的座標為32°17′44″N 111°32′15″W / 32.29556°N 111.53750°W，而該地的平均海拔高度為672米（即2205英尺）。